# 34539 Gabrielsilva
34539 Gabrielsilva è un asteroide della fascia principale. Scoperto nel 2000, presenta un'orbita caratterizzata da un semiasse maggiore pari a 2,7259357 au e da un'eccentricità di 0,0172477, inclinata di 1,12640° rispetto all'eclittica.